# Turînka, Jovkva
Turînka (în ucraineană Туринка) este localitatea de reședință a comunei Turînka din raionul Jovkva, regiunea Liov, Ucraina.

## Demografie
Componența lingvistică a localității Turînka
     Ucraineană (99,8%)
     Alte limbi (0,2%)
Conform recensământului din 2001, majoritatea populației localității Turînka era vorbitoare de ucraineană (99,8%), existând în minoritate și vorbitori de alte limbi.